# 一心えりか
一心 えりか（いちご えりか、2003年5月30日 - ）は、日本のAV女優。事務所はアトラクティブに所属。

## 経歴
2023年11月にMOODYZ専属女優としてデビュー。AVデビュー当時大学生で、学内では短期間だがブラスバンドのサークルに参加していた。
デビュー初月には、日本のBookmate書店で女優ランキング5位にランクイン。
2024年2月19日週FANZAレンタルフロアランキングで『新人 現役女子大生 専属 Hカップ 一心えりか AV Debut!』が第8位にランクイン。同年2月26日週FANZAレンタルフロアランキングで同作が1位を奪取した。3月4日週FANZA通販レンタルランキングでも第4位にランクイン。

## 人物
特技は暗記。
好きな動物:猫
中華圏での表記は一心恵里香。メイドカフェで働いた経験がある。

## 作品

### アダルトビデオ
2023年
- 新人 現役女子大生 専属 Hカップ 一心えりか AV Debut!（11月7日、MOODYZ）
- ぜーんぶ初体験!! セックス開発 3本番special!! 一心えりか（12月5日、MOODYZ）

2024年
- おてんばHカップの現役女子大生がドキドキ初挑戦 ご奉仕ソープランド（1月2日、MOODYZ）[9]
- 涎とろっとろ ビンカン美少女と濃厚オヤジのベロチューフルコース（2月6日、MOODYZ）
- エビ反りギュイン! 絶頂310回痙攣5200回イキ潮22000cc絶頂Special 禁欲アクメオーガズム 1カ月焦らされ24時間ぶっ通しデカチンFUCK 一心えりか（3月5日、MOODYZ）
- ナースコールで呼べば即! パイズリ挟射してくれる神乳ナースさん 一心えりか（4月2日、MOODYZ）
- 「先生のフェラでスッキリさせてアゲる」 おクチやらしい女教師が竿パク玉吸いバキューム! 舐めしゃぶり大好き学園 一心えりか（5月7日、MOODYZ）
- 婚約者（フィアンセ）のえりかが変態セクハラ社長のM女調教でイキ狂っていたなんて… 巨乳凌辱NTR 一心えりか（6月4日、MOODYZ）
- 俺を狂わせる小悪魔な年下愛人えりか様に搾られまくり相部屋出張不倫旅行 一心えりか（7月2日、MOODYZ）

### アダルトVR
2024年
- 一心えりかがパーフェクトボディでグイグイボクに迫ってくる! 全シーンほぼ裸のイチャラブVR 2SEX 8K高画質SPECIAL!!（3月15日、MOODYZ）
- こんなの無理ゲー! バレたら即死な状況でHcupおっぱい誘惑 一心えりかにイチコロにされる悩殺オナサポ4シチュエーション（8月17日、MOODYZ）

### イメージビデオ
- 色白好プロポーション 一心えりか（2024年1月9日、Fair & Way）

### デジタル写真集
- みんなあつまれ MOODYZキャンペーン2024 スペシャルフォトブック（2024年3月15日、FANZA BEAUTY COLLECTION）※FANZA「みんなあつまれ! MOODYZキャンペーン2024」キャンペーンガール16名の撮り下ろし写真を収録。FANZA限定配信。